# Deck Nine
Idol Minds, LLC (послује као Deck Nine или Deck Nine Games од 2017. године) је амерички програмер видео игара са седиштем у Вестминстеру, Колорадо. Студио су основали Марк Лајонс и Скот Аткинс у априлу 1997. године и развијали су игре искључиво за PlayStation конзоле до 2012. године. Након тога, прешли су на мобилне игре, пре него што је студио ребрендиран у „Deck Nine“ у мају 2017. године како би развијао игре вођене нарацијом.

## Развијене игре

### Као Idol Minds
| Година | Наслов                           | Платформе                  | Издавач                     | Ref.  |
| ------ | -------------------------------- | -------------------------- | --------------------------- | ----- |
| 1998   | Cool Boarders 3                  | PlayStation                | 989 Studios                 |       |
| 1998   | Rally Cross 2                    | PlayStation                | 989 Studios                 |       |
| 1999   | Cool Boarders 4                  | PlayStation                | 989 Studios                 |       |
| 1999   | Supercross Circuit               | PlayStation                | 989 Sports                  |       |
| 2000   | Cool Boarders 2001               | PlayStation, PlayStation 2 | Sony Computer Entertainment |       |
| 2003   | My Street                        | PlayStation 2              | Sony Computer Entertainment |       |
| 2005   | Neopets: The Darkest Faerie      | PlayStation 2              | Sony Computer Entertainment |       |
| 2007   | Pain                             | PlayStation 3              | Sony Computer Entertainment |       |
| 2008   | Madagascar: Escape 2 Africa      | PlayStation 2              | Activision                  |       |
| 2012   | Ratchet & Clank Collection       | PlayStation 3              | Sony Computer Entertainment |       |
| 2012   | Linked Together                  | iOS                        | Idol Minds                  | [ 3 ] |
| 2013   | Ratchet: Deadlocked (HD Edition) | PlayStation 3              | Sony Computer Entertainment |       |
| 2013   | Phrazzle                         | iOS, Android               | GameFly                     | [ 4 ] |
| 2014   | Tales of Honor: The Secret Fleet | iOS, Android               | Mobage                      | [ 5 ] |
| 2014   | Qube Kingdom                     | iOS, Android               | Mobage                      | [ 5 ] |

### Као Deck Nine
| Година | Наслов                                | Платформе                                                                                           | Издавач        |
| ------ | ------------------------------------- | --------------------------------------------------------------------------------------------------- | -------------- |
| 2017   | Life Is Strange: Before the Storm     | Android, iOS, Linux, macOS, Microsoft Windows, PlayStation 4, Xbox One                              | Square Enix    |
| 2021   | Life Is Strange: True Colors          | Microsoft Windows, Nintendo Switch, PlayStation 4, PlayStation 5, Stadia, Xbox One, Xbox Series X/S | Square Enix    |
| 2022   | Life Is Strange Remastered Collection | Microsoft Windows, Nintendo Switch, PlayStation 4, Stadia, Xbox One                                 | Square Enix    |
| 2023   | The Expanse: A Telltale Series        | Microsoft Windows, PlayStation 4, PlayStation 5, Xbox One, Xbox Series X/S                          | Telltale Games |
| 2024   | Life Is Strange: Double Exposure      | Microsoft Windows, Nintendo Switch, PlayStation 5, Xbox Series X/S                                  | Square Enix    |